# Jan Hutter

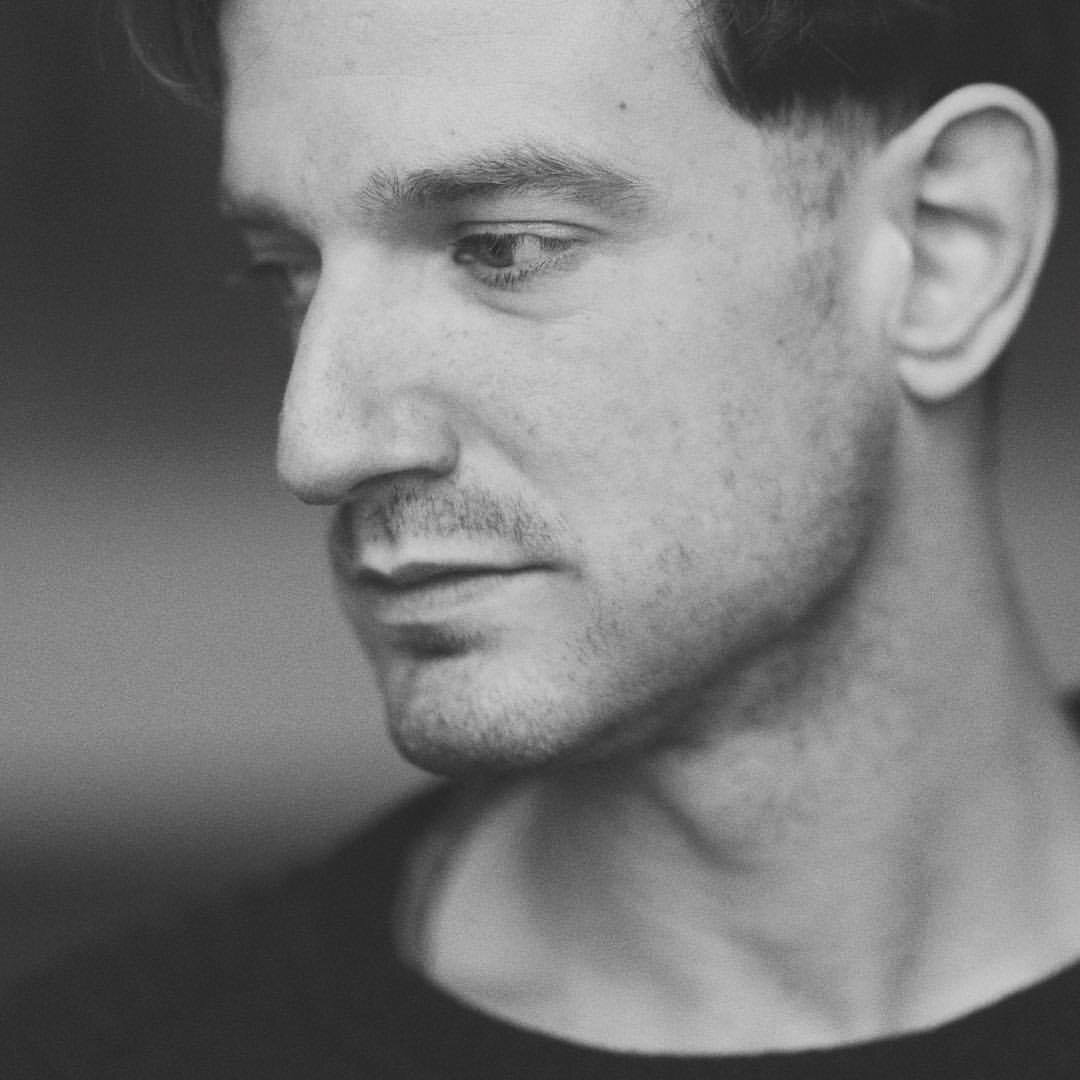
Jan Hutter

Jan Hutter (* 1984 in Visp, Kanton Wallis) ist ein Schweizer Schauspieler.

## Leben
Hutter, Schweizer mit teilweise französischer Herkunft, verbrachte seine Schulzeit in Brig, Buenos Aires und Luzern, wo er das Gymnasium vorzeitig verliess, um sein Studium am Konservatorium Wien Privatuniversität aufzunehmen. In Wien studierte er von 2003 bis 2007 Schauspiel und erhielt am Konservatorium Wien auch eine Ausbildung in Musical, Operette und Chanson. Seine Ausbildung schloss er im Juni 2007 mit dem Schauspiel- und Musicaldiplom ab. Während seiner Ausbildung gastierte er 2005 beim Edinburgh Fringe Festival (als Demetrius in Ein Sommernachtstraum).
Hutter hatte diverse Engagements in Theater- und Musicalproduktionen in Wien, u. a. am Wiener Metropol (2004; und erneut 2008), am Stadttheater Baden (Spielzeit 2007/08), bei den Festspielen Stockerau (2008; als Jean-Michel in La Cage aux Folles), beim Jugendtheater DSCHUNGEL WIEN – Theaterhaus für junges Publikum (2008) und am Theater Neue Tribüne Wien (2008). 2009–2010 spielte er am Wiener Raimundtheater die Rolle des Spitzels Meisner in dem Musical Rudolf – Affaire Mayerling.
Ab 2010 gehörte er zum Ensemble des Theaters der Jugend Wien. Weitere Engagements hatte er in Salzburg und Graz. Im Sommer 2014 trat Hutter im Rahmen der Salzkammergut-Festwochen am Stadttheater Gmunden als Ejlert Løvborg in Hedda Gabler auf. Im Herbst 2014 gastierte Hutter am Bosnischen Nationaltheater Zenica mit der Rolle des Namenlosen in dem Stück Balkan Requiem. In der Spielzeit 2014/15 war er als Gast am Wiener Volkstheater engagiert, wo er die Rolle des «Er» in dem Theaterstück Rozznjogd von Peter Turrini übernahm. 2015 spielte er am Renaissancetheater Wien die Rolle des Jonathan Löwe in Die Brüder Löwenherz in einer Produktion des Theaters der Jugend. Hutter spielt auch regelmässig Freilichttheater. Im Sommer 2016 übernahm er bei den Sommerspielen Perchtoldsdorf die Rolle des Demetrius in Ein Sommernachtstraum. 2018 stand er im Auftragswerk Luzifer von Bernhard Aichner bei den Sommerspielen Melk auf der Bühne.
Seit der Spielzeit 2020/21 ist Jan Hutter festes Ensemblemitglied am Saarländischen Staatstheater.
Hutter wirkte in mehreren Film- und Fernsehproduktionen mit. Sein Kinodebüt gab er als deutscher Soldat Herbert in dem im Ersten Weltkrieg spielenden Anti-Kriegsdrama Merry Christmas (2005). In der ARD-Vorabendserie Sophie – Braut wider Willen war er 2005–2006 in einer durchgehenden Serienrolle zu sehen; er spielte den jungen Leopold «Leo» Fischer, den Sohn des Wirts und Weinhändlers Heinrich Fischer.
Seit Sommer 2014 ist Jan Hutter in der ABC-Doku-Serie The Quest in einer Hauptrolle zu sehen. Er spielt den königlichen Hofpagen Crio, der die zwölf Kandidaten, Paladine genannt, durch das Mittelalterabenteuer begleitet. Hutter spielt immer wieder in diversen Krimiserien Episodenhauptrollen z. B. in der ORF/ZDF-Serie SOKO Kitzbühel (2016, als ehrgeiziger Jung-Manager eines Pharmakonzerns), in Copstories (ORF), Schnell ermittelt (ORF) sowie bei Die Toten von Salzburg. In Die Toten von Salzburg – Schwanengesang (2021), dem 6. Film der Kriminalfilmreihe Die Toten von Salzburg, spielte er eine der Hauptrollen, den „charmanten“ Chorleiter und Dirigenten Adrian Freier.
In einem im Februar 2021 im SZ-Magazin veröffentlichten Interview outete sich Hutter gemeinsam mit 184 weiteren lesbischen, schwulen, bisexuellen, queeren, nicht-binären und trans* Schauspielern in der Initiative #actout, um in der Gesellschaft mehr Akzeptanz zu gewinnen und um in seiner Branche mehr Anerkennung in Film, Fernsehen und auf der Bühne zu fordern. Jan Hutter, der neben der Schweizer Staatsbürgerschaft auch die französische Staatsangehörigkeit besitzt, lebt in Wien und Saarbrücken.

## Filmografie (Auswahl)
- 2005: Merry Christmas (Kinofilm)
- 2005–2006: Sophie – Braut wider Willen (Fernsehserie; Serienrolle)
- 2013: Gehen am Strand (Kinofilm)
- 2014: The Quest (Doku-Serie)
- 2015: Copstories (Fernsehserie)
- 2016: SOKO Kitzbühel (Fernsehserie; Folge: Ausgeliefert)
- 2017: Schnell ermittelt (Fernsehserie)
- 2021: Die Toten von Salzburg – Schwanengesang (Fernsehreihe)